# L'amour existe
L'amour existe è un cortometraggio del 1960, diretto da Maurice Pialat.

## Trama
Su fondo di immagini dei sobborghi di Parigi negli 50, una voce narra la sua storia, con una descrizione melancolica della trasformazione di queste zone urbane.